# The Singer (альбом Лайзы Миннелли)
The Singer — седьмой студийный альбом американской актрисы и певицы Лайзы Миннелли, выпущенный 1 марта 1973 года на лейбле Columbia Records.

## Об альбоме
После успехов саундтрек-альбомов к фильмам «Кабаре» и «Лайза через букву З», которые получили золотую сертификацию в США, Лайза Миннелли подписала контракт с крупным лейблом Columbia Records.
Специально написанных для альбома песен не представлено, он вновь состоит из кавер-версий популярных песен, таких как «Use Me» Билл Уизерса или «You Are the Sunshine of My Life» Стиви Уандера. Впервые певица не включила в альбом песни своих постоянных авторов Джона Кандера и Фреда Эбба.
Альбом ждал успех в коммерческом плане: в США пластинка добралась до 38-й позиции в чарте, что по сей день остаётся лучшим результатом певицы в стране; также альбом занял 45-е место в чартах Великобритании и Канады.

## Отзывы критиков
Музыкальный критик Уильям Рульман подчеркивает, что после Cabaret и Liza with a "Z" певица могла найти аналогичную концепцию, чтобы раскрыть свой талант артиста развлекательного жанра во всей полноте ещё и в студи, однако этого сделано не было. Вместо этого, по его мнению, певица выбрала несколько случайных треков, слушая автомагнитолу по дороге в студию звукозаписи. В альбоме он отметил только одну песню — «The Singer». Он также заметил, что ранний репертуар её был куда привлекательней.

## Список композиций
| №  | Название                        | Автор(ы)                        | Длительность |
| -- | ------------------------------- | ------------------------------- | ------------ |
| 1. | «I Believe in Music»            | Мэк Дэвис                       | 3:37         |
| 2. | «Use Me»                        | Билл Уизерс                     | 3:39         |
| 3. | «I’d Love You to Want Me»       | Лобо                            | 3:36         |
| 4. | «Oh, Babe, What Would You Say?» | Эйлин Сильвия Смит              | 3:31         |
| 5. | «You’re So Vain»                | Карли Саймон                    | 3:30         |
| 6. | «Where Is the Love ?»           | Ральф Макдональд, Уильям Солтер | 3:49         |

| №                   | Название                          | Автор(ы)            | Длительность |
| ------------------- | --------------------------------- | ------------------- | ------------ |
| 1.                  | «The Singer»                      | Уолтер Маркс        | 2:31         |
| 2.                  | «Don’t Let Me Be Lonely Tonight»  | Джеймс Тейлор       | 3:51         |
| 3.                  | «Dancing in the Moonlight»        | Шерман Келли        | 3:19         |
| 4.                  | «You Are the Sunshine of My Life» | Стиви Уандер        | 2:36         |
| 5.                  | «Baby Don’t Get Hooked on Me»     | Мак Дэвис           | 2:52         |
| Общая длительность: | Общая длительность:               | Общая длительность: | 36:14        |

## Позиции в хит-парадах
| Хит-парад (1973)                 | Высшая позиция |
| -------------------------------- | -------------- |
| Великобритания (UK Albums Chart) | 45             |
| Канада (RPM Top Albums/CDs)      | 45             |
| США (Billboard 200)              | 38             |